# محوطه مطلاکوه ب
محوطه مطلاکوه B در شهرستان املش، بخش رانکوه، روستای مطلاکوه واقع شده و این اثر در تاریخ ۲ بهمن ۱۳۸۲ با شمارهٔ ثبت ۱۰۷۳۴ به‌عنوان یکی از آثار ملی ایران به ثبت رسیده است.